# Cauville-sur-Mer
Cauville-sur-Mer è un comune francese di 1 411 abitanti situato nel dipartimento della Senna Marittima nella regione della Normandia.

## Società

### Evoluzione demografica
Abitanti censiti